# Playa de Santa Luzia
La Playa de Santa Luzia era una playa ubicada en el centro de la ciudad de Río de Janeiro, Brasil. Quedaba frente a la iglesia homónima que comenzó a ser construida en el siglo XVIII. A inicios del siglo XIX, el lugar todavía era considerado remoto y aislado ya estaba separado del área central de la ciudad por el morro do Castelo. 
En 1817, el entonces príncipe regente Juan VI hizo una plegaria para que la santa curase a su nieto, el infante Sebastián de una enfermedad en los ojos. Con la curación de Sebastián, Juan tuvo que ir a pagar su promesa a la iglesia. Toda vez que no quiso ir a pie, mandó abrir la rúa de Santa Luzía que terminaba en la playa. 
En la playa también se construyó la Santa Casa de Misericórdia de Río de Janeiro, fundada a mediados del siglo XVI y que se encuentra aún en funcionamiento en el mismo lugar. La fundación es atribuida a José de Anchieta. Además de eso, hasta 1853 funcionó allí el matadero de la ciudad que luego fue transferido al barrio de Santa Cruz, en la zona oeste de la ciudad. 
Hasta 1905, la playa era un opción de esparcimiento para la población carioca que solía bañarse en ella. En aquel año, el alcalde Pereira Passos mandó construir garajes para los barcos de los clubes de remo. Ese fue el inicio de la desnaturalización de la playa. 
En 1922, con el derrumbe del morro do Castelo, se construyó la Esplanada do Castelo, pero ya no fue posible nadar en la playa por la disminución de la faja de arena. En la década de los años 1930, la ampliación del terreno ganado al mar para la construcción del Aeropuerto Santos Dumont eliminó lo que quedaba de la playa y de la Ponta do Calabouço.